# Luv Is Rage 2
| Recensione    | Giudizio |
| ------------- | -------- |
| Pitchfork     | 7.7/10   |
| XXL           |          |
| Rockol        |          |
| The Next Tune | 7.3/10   |

Luv Is Rage 2 è il primo album in studio del rapper statunitense Lil Uzi Vert, pubblicato il 25 agosto 2017 da Generation Now e Atlantic Records.
L'album, che è il sequel del mixtape Luv Is Rage del 2015, contiene i featuring degli artisti musicali The Weeknd e Pharrell Williams.
L'album è stato supportato dal singolo "XO Tour Llif3". Luv Is Rage 2 si è classificato al numero uno sul Billboard 200 e ha ricevuto recensioni positive da parte della critica.

## Antefatti
Inizialmente annunciato nel novembre del 2016, Luv Is Rage 2 ha subito molti ritardi nel corso del 2017. Nel mese di febbraio dello stesso anno Lil Uzi Vert ha pubblicato un EP di quattro tracce, Luv Is Rage 1.5, come prequel per Luv Is Rage 2, oltre a far sentire in anteprima alcuni frammenti delle canzoni dell'album online durante il periodo di lavorazione. Nel luglio del 2017 DJ Drama e Don Cannon hanno trasmesso sul loro show radio Shade 45 cinque canzoni, che però non sono state incluse nell'album.

## Pubblicazione
Il primo singolo, XO Tour Llif3, incluso anche in Luv Is Rage 1.5, è stato pubblicato il 24 marzo 2017, arrivando al numero sette nella classifica Billboard Hot 100 diventando così il secondo singolo con la posizione più alta in classifica per Lil Uzi Vert dopo Bad and Boujee con i Migos.
Il 24 agosto 2017 Lil Uzi Vert ha annunciato inaspettatamente l'uscita di Luv Is Rage 2, un giorno prima dell'uscita tramite social media, inclusa la copertina e l'elenco dei brani.

## Accoglienza
Luv Is Rage 2 ha ricevuto recensioni generalmente positive da parte dei critici. Su Metacritic l'album ha ricevuto un punteggio medio di 76 su 100, basato su sei recensioni.
Paul Thompson di Pitchfork ha affermato che Luv Is Rage 2 è il "lavoro musicale più completo di Lil Uzi Vert e contiene gran parte delle sue canzoni più interessanti fino ad oggi".

## Successo commerciale
L'album ha debuttato al primo posto nella classifica statunitense Billboard 200 con 135 000 copie vendute. Successivamente ha totalizzato altre 73 000 copie vendute, portando il totale di ben 208 000 copie vendute complessivamente.

## Tracce
1. Two® – 3:05
2. 444+222 – 4:07
3. Sauce It Up – 3:27
4. No Sleep Leak – 3:09
5. The Way Life Goes (feat. Oh Wonder) – 3:41
6. For Real – 2:57
7. #Feelings Mutual – 3:53
8. Neon Guts (feat. Pharrell Williams) – 4:18
9. Early 20 Rager – 4:34
10. UnFazed (feat. The Weeknd) – 3:10
11. Pretty Mami – 4:24
12. How To Talk – 3:21
13. X – 2:53
14. Malfunction – 3:19
15. Dark Queen – 2:53
16. XO Tour Llif3 – 3:02

Tracce bonus della Deluxe Version
1. Skir Skirr – 3:01
2. Loaded – 3:39
3. Diamond All On My Wrist – 2:50
4. 20 Min – 3:40

Tracce bonus della Japanese Version
1. Money Longer – 3:19
2. Do What I Want – 2:55

## Formazione
Musicisti
- Lil Uzi Vert – voce
- Oh Wonder – voci aggiuntive (traccia 5)
- Pharrell Williams – voce aggiuntiva (traccia 8)
- The Weeknd – voce aggoiuntiva (traccia 10)

Comparto tecnico
- Kasha Lee – missaggio (tracce 1, 2, 9, 12, 17-20), registrazione (tracce 1-9, 11-20)
- Chris Athens – masterizzazione (tracce 1-15)
- Don Cannon – missaggio (tracce 2, 9, 15, 20)
- Leslie Braithwaite – missaggio (tracce 3, 4, 6, 8, 11, 16)
- Jaycen Joshua – missaggio (tracce 5, 7, 10, 13, 14)
- Ben Sedano – tecnico (traccia 8)
- Jon Sher – tecnico (traccia 8)
- Thomas Cullison – tecnico (traccia 8)
- Mike Larson – registrazione (traccia 8)
- Colin Leonard – masterizzazione (traccia 16)

Produzione
- Lil Uzi Vert – produzione (traccia 1)
- Don Cannon – produzione (tracce 1, 3, 4, 5, 10, 11)
- Lyle LeDuff – produzione (traccia 1)
- Maaly Raw – produzione (tracce 2, 9, 10, 15)
- Ike Beatz – produzione (tracce 2, 5)
- BeldonDidThat – co-produzione (non accreditata) (traccia 3)
- Micheal Piroli – co-produzione (non accreditata) (traccia 3)
- Cubeatz – produzione (traccia 4)
- Bobby Kritical – produzione (tracce 6, 19)
- DJ Plugg – produzione (traccia 6)
- WonndaGurl – produzione (tracce 7, 12, 14)
- FrancisGotHeat – co-produzione (traccia 7)
- Pharrell Williams – produzione (traccia 8)
- DaHeala – produzione (traccia 10)
- The Weeknd – produzione (traccia 10)
- Illmind – produzione (traccia 11)
- Metro Boomin – produzione (traccia 13)
- Pi'erre Bourne – produzione (traccia 13)
- Rex Kudo – produzione (traccia 15)
- TM88 – produzione (tracce 16, 18)
- J.W. Lucas – produzione (traccia 16)
- D. Rich – produzione (traccia 17)
- S1 – produzione (traccia 18)
- Honorable C.N.O.T.E. – produzione (traccia 20)

Personale aggiuntivo
- Don Cannon – produttore esecutivo, A&R
- DJ Drama – produttore esecutivo, produttore
- Leighton "LakeShow" Morrison – produttore esecutivo
- Lanre Gaba – operazioni di A&R
- Benjamin Landry – legale (Atlantic)
- Alexandra "Ali B." Bianchi – marketing
- Ron Cabiltes – autorizzazione ai campionamenti
- LakeShow Management – management
- Theo Sedlmyr – legale (Generation Now)
- Uwonda Carter Scott – legale (Lil Uzi Vert)
- Spike Jordan – fotografo, direttore artistico, designer
- Matt Meiners – direttore artistico, designer
- Carolyn Tracey – manager progetto